# Municipio de Great Bend (Pensilvania)
El municipio de Great Bend (en inglés: Great Bend Township) es un municipio ubicado en el condado de Susquehanna en el estado estadounidense de Pensilvania. En el año 2000 tenía una población de 1.890 habitantes y una densidad poblacional de 20 personas por km².

## Geografía
El municipio de Great Bend se encuentra ubicado en las coordenadas 41°57′00″N 75°43′59″O / 41.95000, -75.73306.

## Demografía
Según la Oficina del Censo en 2000 los ingresos medios por hogar en la localidad eran de $31,550 y los ingresos medios por familia eran $37,228. Los hombres tenían unos ingresos medios de $29,405 frente a los $21,181 para las mujeres. La renta per cápita para la localidad era de $16,431. Alrededor del 11,5% de la población estaban por debajo del umbral de pobreza.